# Ermete Zacconi
Ermete Zacconi (Montecchio Emilia, Reggio Emilia; 14 de septiembre de 1857 - Viareggio; 14 de octubre de 1948) fue un actor italiano de teatro y cine.
Representante del naturalismo y verismo en lo referente a actuación se destacó en obras de William Shakespeare, Carlo Goldoni, Alfred de Musset, Henrik Ibsen, August Strindberg y Platón. Sus primeras actrices eran Ines Cristina Zacconi y Paola Pezzaglia.
Su más famosa encarnación fue El cardenal Lambertini de Alfredo Testoni y La muerte civil de Paolo Giacometti.
Formó compañía teatral junto a Eleonora Duse en 1899 y 1922. Hizo giras por Francia, Egipto y Sudamérica.
En cine trabajó en:
- L'emigrante (1915)
- Summer Rain (1937)
- Les perles de la couronne de Sacha Guitry (1937)
- Processo e morte di Socrate (1939)
- Orizzonte dipinto de Guido Salvini (1941)
- Le Comte de Monte Cristo (1943)
- Piazza San Sepolcro de Giovacchino Forzano (1943)

Publicó su autobiografía en 1943 titulada Recuerdos y batallas.

## Premios y distinciones
Festival Internacional de Cine de Venecia
| Año  | Categoría                | Película       | Resultado |
| ---- | ------------------------ | -------------- | --------- |
| 1941 | Copa Volpi - Mejor actor | Don Buonaparte | Ganador   |